# هوهانس ماتینیان
هوهانس کنیازی ماتینیان (ارمنی: Հովհաննես Կնյազի Մատինյան؛ زادهٔ ۱۹ مهٔ ۱۹۵۳) یک سیاستمدار اهل ارمنستان است که از تاریخ ۱۹۹۰ تا تاریخ ۱۹۹۹ سمت نمایندگی دوره اول شورای عالی جمهوری ارمنستان و دوره اول مجلس ملی جمهوری ارمنستان را برعهده داشت.

## زندگی‌نامه
در  ۱۹ مهٔ ۱۹۵۳ در روستای دبت به دنیا آمد و از دانشگاه ملی پلی‌تکنیک ارمنستان فارغ‌التحصیل شد. 